# قلعه پشتاب
قلعه پئشتوو یکی از دژهای کهن در شهرستان هوراند استان آذربایجان شرقی ایران است. این قلعه در نزدیکی دهی به همین نام از دهات دهستان یافت شهرستان هوراند و در فاصله‌ای نه چندان دور از راه هوراند بر بالای یک کوه صخره‌ای قرار گرفته و آثاری چون پلکان و اتاقک‌های کنده شده بر سنگ از بقایای آن است.
می‌گویند انوشیروان چندین بار بر قلعه پیشتاب صعود کرده است…

## موقعیت قلعه
این قلعه بر روی یکی از کوه‌های بلند به نام هشت‌سر در ۱۲ کیلومتری هوراند و ۵۰ کیلومتری شمال شرقی اهر واقع شده است. این قلعه تنها یک راه باریک برای ورود دارد و در سه سمت دیگر آن پرتگاه‌های مخوفی دیده می‌شود که قلعه را نفوذ ناپذیر ساخته است. دیرینگی آن به دوره‌های اشکانی و ساسانی می‌رسد. از نواحی این دژ، قلعه قهقهه و درهٔ رود قره‌سو است که از پای آن می‌گذرد دیده می‌شود.
غالب دژهای منطقهٔ ارسباران از یک‌دیگر قابل رویت هستند و احتمالاً این دژها در ادواری و از جمله دورهٔ جنبش خرمدینان آذربایجان که به احتمال قوی در تصرف آنان بوده‌اند به واسطهٔ علایم آتش‌های شبانه با همدیگر ارتباط پیدا می‌کردند.

## نگارخانه

پلکان صعود به دژ
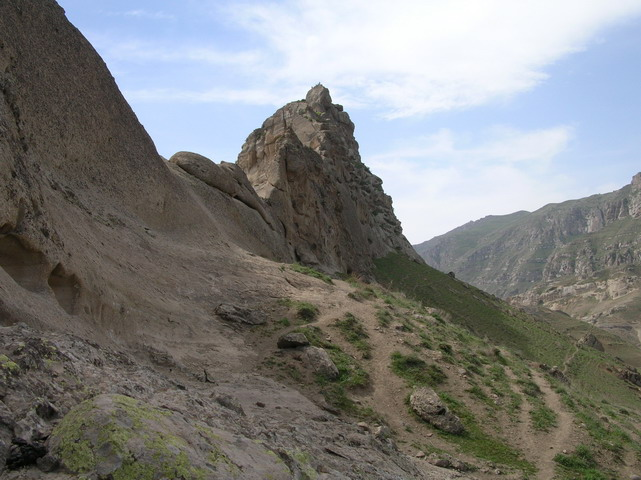
قله استقرار دژ